# Cristina Filoso
Cristina Filoso là một nghệ sĩ dương cầm hòa nhạc người Argentina.

## Sự nghiệp âm nhạc và tác phẩm
Cristina Filoso được sinh ra ở Buenos Aires, Argentina. Cô học với Vincenzo Scaramuzza và sau đó tiếp tục học với Earl Wild và Nikita Magaloff. Năm 1992, cô được trao giải nhất tại cuộc thi Alberto Williams.
Cô đã biểu diễn nhiều buổi biểu diễn piano tại Argentina, Tây Ban Nha, Ý, Anh, México, Venezuela, Chile, Nam Phi và các nước châu Phi khác. Cô đã chơi như một nghệ sĩ độc tấu với dàn nhạc "Arcos of Buenos Aires", Dàn nhạc giao hưởng của Rosario (Santa Fe), Dàn nhạc giao hưởng của San Juan, Dàn nhạc của Teatro Argentino de La Plata, Dàn nhạc giao hưởng Buenos Aires tại Nhà hát Colón nhiều lần, và Symphonic của Thành phố México.
Là một nghệ sĩ biểu diễn nhạc thính phòng, cô đã chơi cùng các nghệ sĩ cello Christine Walevska (Mỹ), Eduardo Vassallo (Argentina) và Franco Maggio (Ý); và nghệ sĩ violin Mark Peskanov (Nga), Peter Thomas (Anh), Vadim Brodski (Ba Lan), Alberto Lysy (Argentina), Fernando Hasaj (Uruguay). Cùng với nhà violoncellist Eduardo Vassallo, cô đã trình diễn "Le Grand Tango" của Astor Piazzolla với sự hiện diện của nhà soạn nhạc. Họ thu âm một đĩa CD với tác phẩm này và các tác phẩm Latin-Mỹ khác.
Cô và Eduardo Vassallo gần đây đã thu âm một đĩa CD khác của tango của Astor Piazzolla ở Anh. Ở đó, họ cũng chơi tất cả các bản sonata của Beethoven cho piano và cello. Ở Anh, cô luôn chơi với Birmingham Ensemble.
Cô đóng trong vở kịch Trío Clásico de Buenos Aires, cùng với Oleg Pishénin (violin) và Carlos Nozzi (cello).